# Zodíac (assassí)
Zodíac   ( - valor desconegut) va ser un assassí en sèrie que va actuar a Califòrnia del Nord durant 10 mesos (des del desembre de 1968 fins a l'octubre de 1969). S'anomena "Zodíac", ja que ell mateix va triar aquest nom en una sèrie de cartes amenaçadores que va enviar a la premsa. En una de les seves cartes assegurà haver assassinat trenta-set persones, tot i que només es van confirmar set víctimes, de les quals dues van sobreviure.
De les seves set víctimes, sis varen ser parelles joves, amb l'única excepció sent Paul Stine un conductor de taxi de San Francisco. Stine també fou l'ultima víctima confirmada.
Zodíac ha passat a formar part de la cultura popular no només per l'enigma de la seva identitat sinó per la manera, sovint burlesca, en què es comunicava amb la premsa i la policia. Les seves cartes, enviades a diferents diaris de Califòrnia, contenien amenaces de bomba cap a autobusos escolars, restes d'alguna escena del crim per confirmar la veracitat, i en nombroses ocasions criptogrames. Molts d'ells encara per desxifrar; de fet, l'últim en ser-ho va ser a l'any 2020. L'última carta confirmada fou al 1974, on amenaçava matar de nou si no publicaven la carta; en la mateixa també elogiava la pel·lícula L'exorcista com una comèdia satírica.
L'assassí ha sigut portat extensament en la cultura popular en pel·lícules com Harry el Brut, on el personatge de Clint Eastwood persegueix per San Francisco un assassí amb perfil similar. L'obra més coneguda és Zodíac, del director David Fincher. La pel·lícula és una adaptació de dos llibres de Robert Graysmith, un dels molts investigadors independents que el cas ha atret, tot i que al llarg dels anys ha sigut criticat per investigadors i experts per la seva falta de rigor i creació de proves falses. No obstant això la pel·lícula i el seu llibre han creat la imatge més popular del assassí.
Actualment el Departament de Policia de San Francisco va declarar la investigació "inactiva" l'abril del 2004 i va reobrir el cas el març del 2007. El cas també continua obert a la ciutat de Vallejo i els comtats de Napa i Solano.

## Víctimes comprovades
Zodíac va confessar haver matat trenta-set persones, tot i que només van ser confirmades set víctimes, quatre homes i tres dones, de les quals dues van sobreviure. Altres persones han estat identificades com possibles víctimes del Zodíac, però no han trobat suficients proves per considerar que aquest va ser el seu assassí.

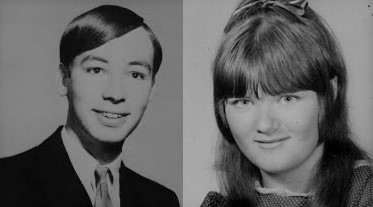
David Arthur Faraday i Betty Lou Jensen

### David Arthur Faraday i Betty Lou Jensen
David Arthur Faraday i Betty Lou Jensen, de 16 i 17 anys, van morir assassinats divendres 20 de desembre de 1968. Eren una parella que volien celebrar la seva primera cita. Cap a les 22.00 hores van parar amb el cotxe a una zona apartada de la carretera del llac Herman que moltes parelles joves la coneixien per ser un lloc solitari, on poder trobar intimitat. A l'estona va passar un altre cotxe per la zona i en comptes de seguir el camí, va aparcar a pocs metres d'ells, es tractava del Zodíac.
David Arthur Faraday presentava un tret del calibre 22 al cap i Betty Lou Jensen en presentava cinc, del mateix calibre, a la seva esquena. El cos del David Arthur es va trobar a l'interior del cotxe, mentre que el cos de Betty Lou estava situat a 8 metres i mig del para-xocs de darrere del cotxe del David. La policia va deduir que mentre el Zodíac disparava a la primera víctima, Betty Lou Jensen va intentar escapar.

### Michael Mageau i Darlene Ferrin
Michael Renault Mageau, agent de policia de 19 anys, i Darlene Elizabeth Ferrin, de 22 anys van ser agredits al 5 de juliol del 1969. Aquests van estacionar a l'aparcament del camp de golf de Blue Rock Springs. Una zona a només 6 kilòmetres del crim anterior.
La parella estava a l'interior del cotxe quan un desconegut va aparcar a prop seu. El seu conductor va marxar, però va tornar pocs minuts després. Aquest cop va aparcar el cotxe al seu darrere, d'aquesta manera tindrien dificultats en escapar. Un cop va aparcar, el desconegut va aproximant-se a les víctimes i amb una llanterna els va il·luminar, perquè d'aquesta manera no tinguessin visió. Va ser llavors quan va disparar als dos ocupants del cotxe amb una Luger 9  mm. Segons el testimoni de Mageau l'assassí va donar-se la volta i va tornar per disparar dos cops més a cadascú. Les dues víctimes van sobreviure a l'atac, però la Darlene va morir mentre era transportada cap a l'hospital.
Aproximadament a les 00.40 hores, el departament de policia de Vallejo va rebre una trucada d'un home que assegurava haver assassinat a una parella en aquella zona i també confessa que va cometre els assassinats del 20 de desembre.
Inicialment Mageau va deixar clar que no havia tingut oportunitat de veure'l bé però el va descriure com un home d'entre 26 i 30 anys, de 1,73 metres, uns 90 quilos i cabell marró i arrissat. Més de vint anys després, al juny del 1992, Mageau va identificar entre una llista de sospitosos a Arthur Leigh Allen amb un "80% de seguretat", a continuació identificà un altre home pel tipus de cara arrodonida. Tot i que havia sigut un sospitós per la policia Allen va ser descartat. L'autor Robert Graysmith, que havia publicat el seu primer llibre Zodiac l'any 1986, assegurava que n'era el culpable basant-se en la seva investigació. Allen a l'any 1969 era calb, pesava 113 quilos i mesurava 1,85m.
L'any 2008 en una entrevista arran de l'estrena de la pel·lícula Zodiac, Mageau assegurà que la Darlene havia mencionat aquella mateixa nit el nom de "Richard", una persona que suposadament l'assetjava i era perillosa.

### Bryan Calvin Hartnell i Cecilia Ann Sephard

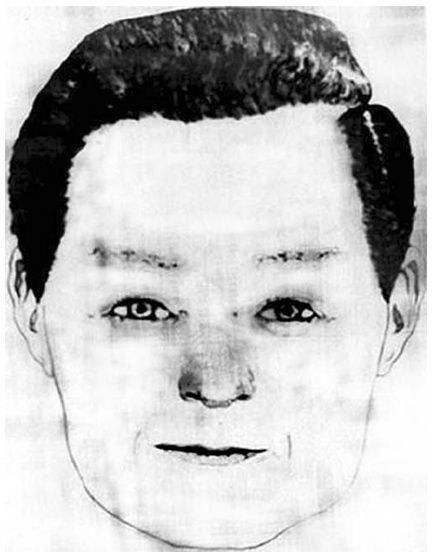
Dibuix basat en el testimoni de tres joves d'un home que havien vist a Berryessa el mateix dia.

El 27 de setembre de 1969, l'assassí del zodíac va tornar a atacar. Bryan Calvin Hartnell i Cecilia Ann Sephard, de 20 i 22 anys, van anar a passar el dia al Llac Berryesa. Concretament es trobaven bastant apartats del bosc, quan de cop un home es va començar a acostar, després d'haver-se amagat darrere d'un arbre.

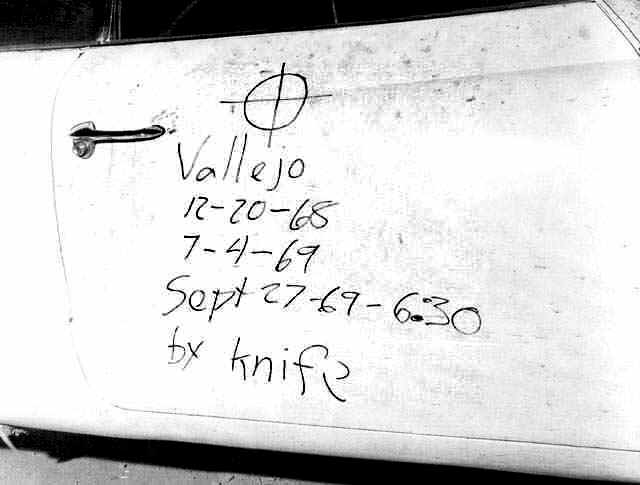
Porta del cotxe de Bryan Hartnell després del crim

El desconegut duia una caputxa de botxí, unes ulleres de sol, unes cordes d'estendre roba, prèviament tallades i una pistola. L'home va confirmar ser un convicte fugitiu de Deer Lodge (Montana), on havia matat a un guàrdia. També els va dir que necessitava un cotxe per anar cap a Mèxic.
L'assassí obligà a la Cecilia a lligar en Bryan i després la va lligar a ella. El desconegut va decidir assegurar-se que Hartnell estigues ben lligat, i en descobrir que estaven fluixos els va apunyalar la parella. La Cecilia va rebre 10 punyalades a l'esquena i Bryan en va rebre 6. Un cop els va apunyalar va dirigir-se cap al seu cotxe, on va escriure: 
Vallejo
12-20-68
7-4-69
Sept 27–69–6:30
by knife
A les 19.40, l'home conegut com a Zodíac, va fer una trucada des d'un telèfon públic per explicar el crim que havia comès. Les seves paraules van ser "vull avisar d'un crim - no, d'un dobla assassinat". Els detectius van poder agafar les empremtes dactilars del telèfon, però van comprovar que no coincidien amb cap sospitosos.
Un home i el seu fill van trobar les víctimes arran dels crits de la parella. Shepard era viva quan els inspector van arribar. Va descriure a l'atacant i la seva roba. Shepard entrà en coma durant el trajecte i morí dos dies després. El detectiu del Comtat de Napa Ken Narlow fou assignat al cas i hi treballà fins a la seva jubilació l'any 1987. Hartnell també ajudà a fer un retrat de la vestimenta que Zodíac duia.

### Paul Lee Stine

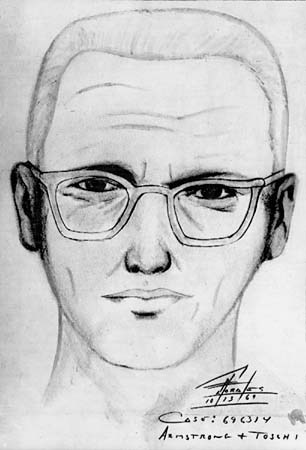
Retrat robot basat en el testimoni dels tres joves.

Paul Lee Stine de 29 anys va ser assassinat pel Zodíac el dia 11 d'octubre del 1969. Ell estava treballant de taxista quan un home va parar el taxi. Ell va entrar i li va demanar a Stine que el portes al carrer Washington i Maple, en el barri residencial de Presidio Heights. Per raons que es desconeixen, el va portar fins a un carrer més enllà, fins al carrer Cherry.
Un cop va estacionar el cotxe, el taxista va rebre un tret de 9 mm al cap. Seguidament Zodíac li va treure la camiseta, la cartera i les claus del cotxe. Finalment va fugir, deixa'n el taxi en la zona del crim.
Tres joves van veure al Zodíac des de l'altre costat del carrer. A les 21.58 els adolescents van trucar a la policia i van descriure l'assassí com un home blanc, de 25 a 30 anys i robust. Per equivocació l'operador de la policia va anotar que era un home negre en comptes d'un home blanc. Dos policies, Don Fouke i Eric Zelms, responent a la trucada, van observar a poca distancia del crim un home blanc però no el van parar per l'equivocació en la descripció. L'encontre durà de 5 a 10 segons. Fouke trigà 30 dies en fer l'informe de la trobada, no va comentar a ningú l'encontre un cop van arribar els investigadors i canvià de versió diverses vegades. Fouke també assegurà l'any 2005 que Robert Graysmith "escriu bona ficció" i que el seu company Zelms "exagerà el seu rol aquella nit".
El 14 d'octubre de 1969, a la redacció del diari San Francisco Chronicle, van rebre una carta amenaçadora escrita per Zodíac on va adjuntar un tros de la camisa d'en Paul Stine. Fins aquell moment el cas es suposava un intent de robatori que s'havia torçut.
El 9 de novembre Zodiac va enviar una carta de set pagines on explicava que dos policies l'havien parat i que havia parlat amb ells durant tres minutes just després del crim. Parts de la carta es van publicar al Chronicle el 12 de novembre. El 20 de desembre, exactament un any després dels assassinats de Faraday i Jensen, Zodíac va enviar una carta a Melvin Belli que incloïa un altre tros de la camisa de Stine. La carta també demanava ajuda a Belli.

## Cartes amenaçadores

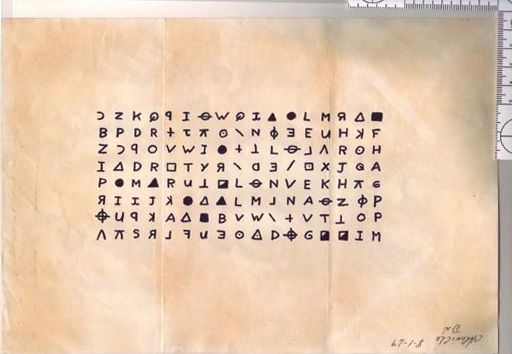
Criptograma enviat al San Francisco Examiner el 31 de juliol de 1969.

El dia 1 d'agost del 1969, en les redaccions de tres diaris diferents, Vallejo Times Herald, San Francisco Chronicle i San Francisco Examiner, van rebre una carta d'algú que confirmava ser el Zodíac. En elles, quasi idèntiques, reconeixia els tres crims i incloïa un criptograma. El missatge només tindria sentit en unir els 3 trossos de criptograma, cada diari tenia un tros diferent, d'aquesta manera es podria conèixer el seu contingut. L'assassí assegurava que en aquell codi, es trobava el seu nom verdader.
L'assassí, a part d'informar sobre els seus crims, també va exigir protagonisme i atenció. Va demanar que cada diari, publiques a primera plana les seves cartes. En el cas que no es complís el seu desig, va amenaçar que mataria a dotze persones a l'atzar aquell cap de setmana.
Van ser dos lectors que havien seguit el tema amb interès, Donald i Bettye Harden de Salinas (Califòrnia), qui van aconseguir desxifrar el criptograma, una setmana després. Van poder comprovar que el missatge, no contenia el nom verdader de l'assassí. També incloïa alguna falta d'ortografia en llengua anglesa:
" I like killing people because it is so much fun it is more fun than killing wild game in the forrest because man is the most dangerous animal of all to kill something gives me the most thrilling experence it is even better than getting your rocks off with a girl the best part of it is that when I die I will be reborn in paradice and all the I have killed will become my slaves I will not give you my name because you will try to sloi down or stop my collecting of slaves for my afterlife ebeorietemethhpiti "
TRADUCCIÓ:
" M'agrada matar gent perquè és molt més divertit que matar animals salvatges en el bosc, perquè l'home és l'animal més perillós de tots. Matar alguna cosa és l'experiència més excitant, és fins i tot millor que allitar-se amb una noia, i la millor part és que quan em mori renaixeré en el paradís i tots els que he matat seran els meus esclaus. No donaré el meu nom perquè vosaltres intentareu de retardar o aturar la meva recol·lecció d'esclaus per a la meva vida al més enllà ebeorietemethhpiti. "
Els últims 18 caràcters, continuen avui en dia sense ser desxifrats. Però molts cops, han fet teories sobre el que podrien significar, com per exemple que podien contenir la seva verdadera identitat. Per exemple el programa de televisió Unsolved Mysteries (Misteris sense resoldre) va assegurar la teoria que contenia el seu nom verdader, confirmant que aquest era Theodore Kaczynski.

## Sospitosos

### Arthur Leigh Allen

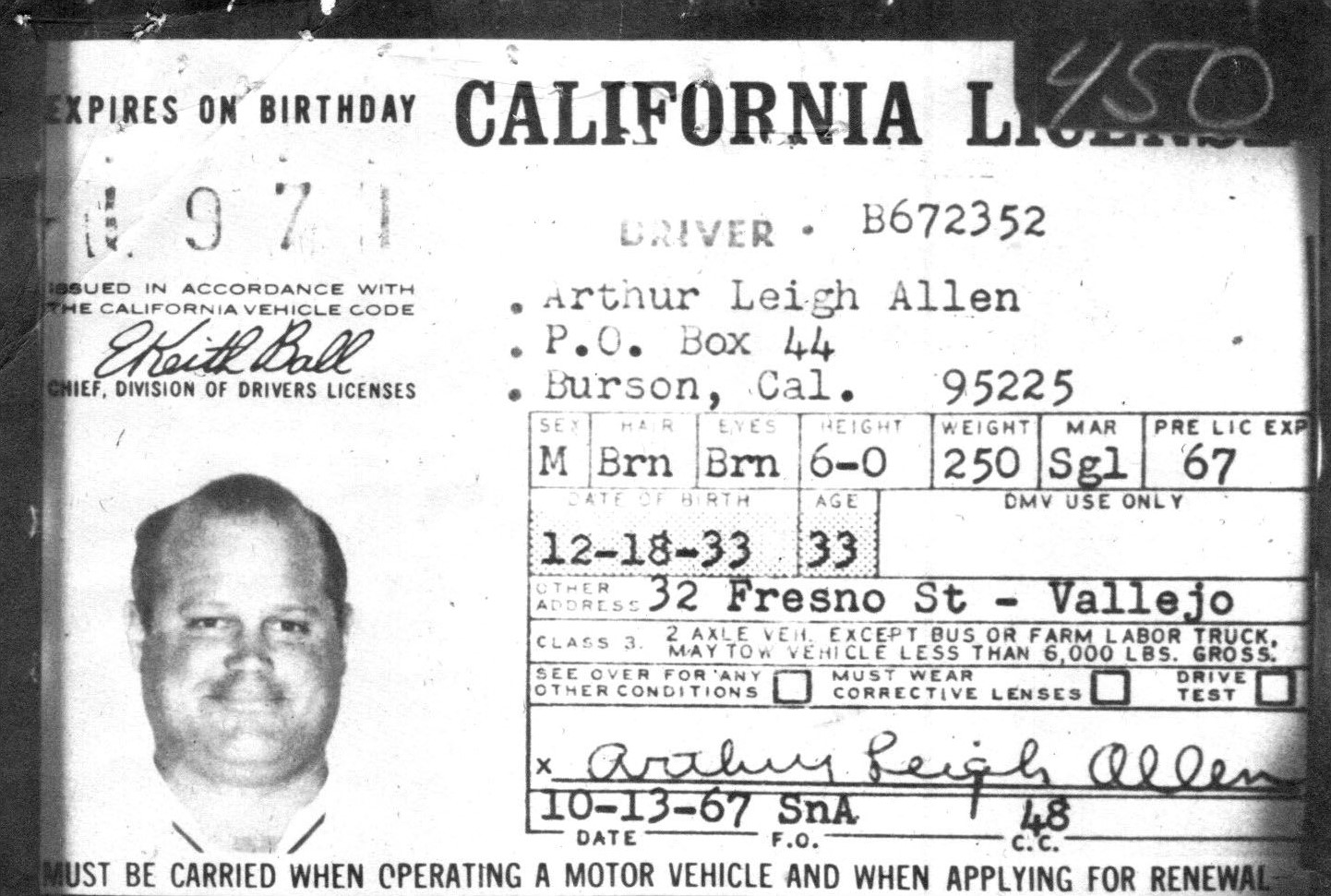
Carnet de conduir d'Arthur Leigh Allen

Allen havia estat entrevistat per la policia durant la investigació.
L'any 2010 el detectiu Dave Toschi assegurà que la investigació contra Allen l'exculpava.
El 6 d'octubre de 1969, Allen va ser entrevistat pel detectiu John Lynch del departament de policia de Vallejo. Allen havia estat als voltants del llac Berryessa el 27 de setembre de 1969. Assegurà que feia submarinisme.
Jack Mulanax, del departament de policia de Vallejo, va escriure havia estat acomiadat de la seva feina com a professor d'escola primària el març del 1968 després de denúncies per conductes sexuals amb estudiants. Els que el coneixien el tenien en general ben considerat, però també el descriuen amb una fixació pels nens petits i odi envers les dones.
L'any 1974, Allen va ser arrestat per haver abusat sexualment a un nen de 12 anys. A conseqüència d'això va ser declarat culpable i va complir dos anys de presó.
L'agent Donald Fouke, qui s'ha especulat podria haver tingut un encontre amb l'assassí (vegeu el cas d'en Paul Stine), va assegurar al 2007 al documental His Name Was Arthur Leigh Allen (fet per l'estrena de la pel·lícula Zodiac) que en Allen pesava 45 quilos més que l'home que havia vist i que la seva cara no coincidia, era massa rodona. Nancy Slover, qui va rebre la trucada just després del crim de Mageau i Ferrin, assegurà que la veu que escoltà no era la d'en Allen.
L'expert en cal·ligrafia Lloyd Cunningham, treballà durant decades en el cas. Va rebre capses plenes d'escrits d'Allen però segons afirmà la seva lletra no s'hi assemblava ni de lluny. L'ADN a les cartes tampoc coincidia. De fet l'any 2002 la policia de San Francisco va aconseguir un perfil d'ADN en base a la saliva present als segells i sobres de les cartes enviades. La comparació d'ADN va resultar negativa.
Allen era el sospitós preferit de Robert Graysmith i els seus llibres, que inspiraren la pel·lícula dirigida per David Fincher, han continuat donant a Allen com el verdader assassí. Diversos investigadors i experts han criticat a Graysmith per fabricar o inventar proves o d'exagerar la seva participació en la investigació. Graysmith treballava fent caricatures al San Francisco Chronicle on es van rebre cartes. Mai va estar present en cap de les lectures o comitès del diari (per decidir si es publicava o no) a diferencia de com es mostra en el film.
Entre algunes de les invencions de Graysmith està el fet que els seus familiars asseguressin que ell era Zodiac. Ni el seu germà ni la seva cunyada ho creien. Ambdós van col·laborar amb els investigadors Toschi i Armstrong, i tots dos van concloure que no era un sospitos viable.